# Barkenhoff

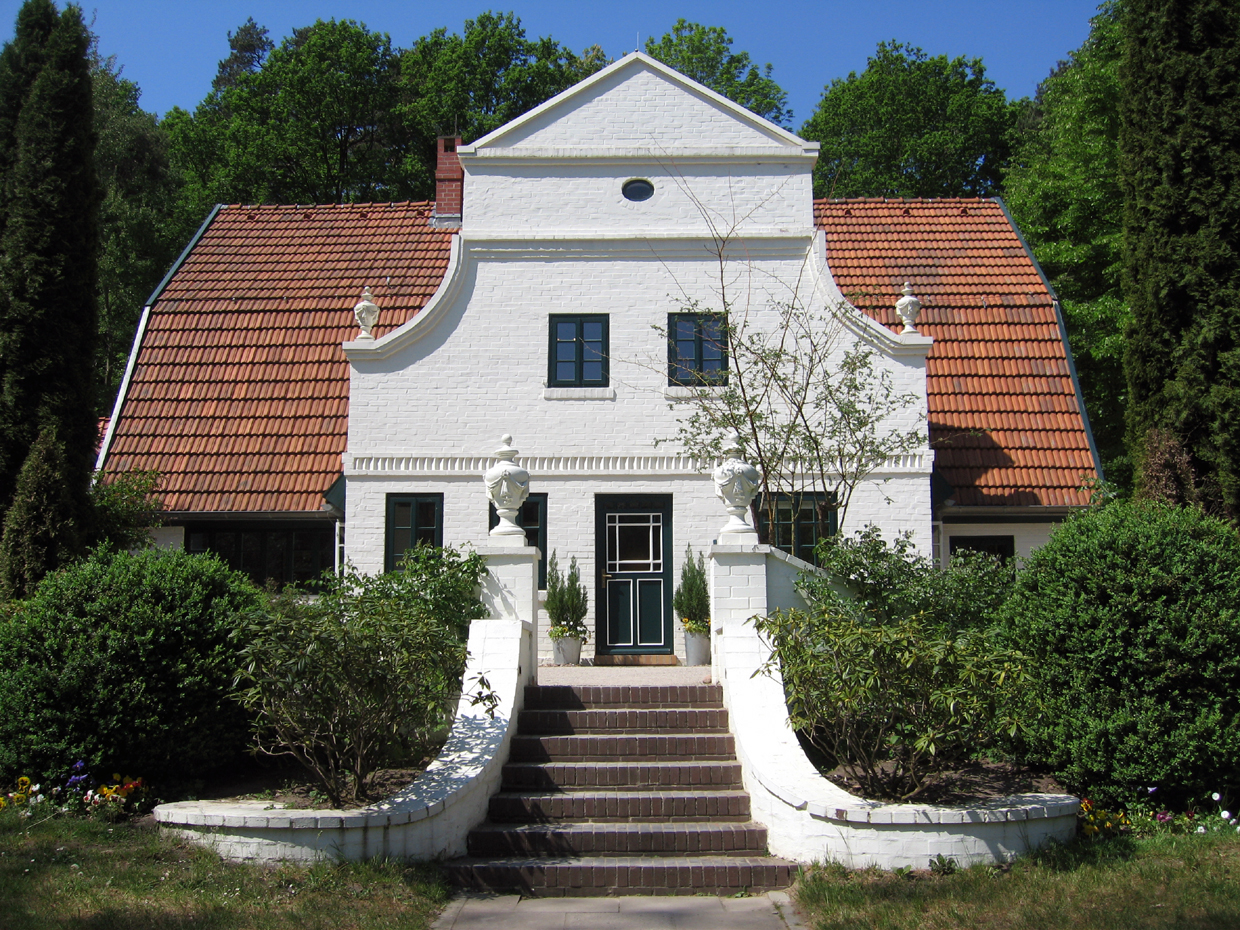
Barkenhoff (Ostseite)

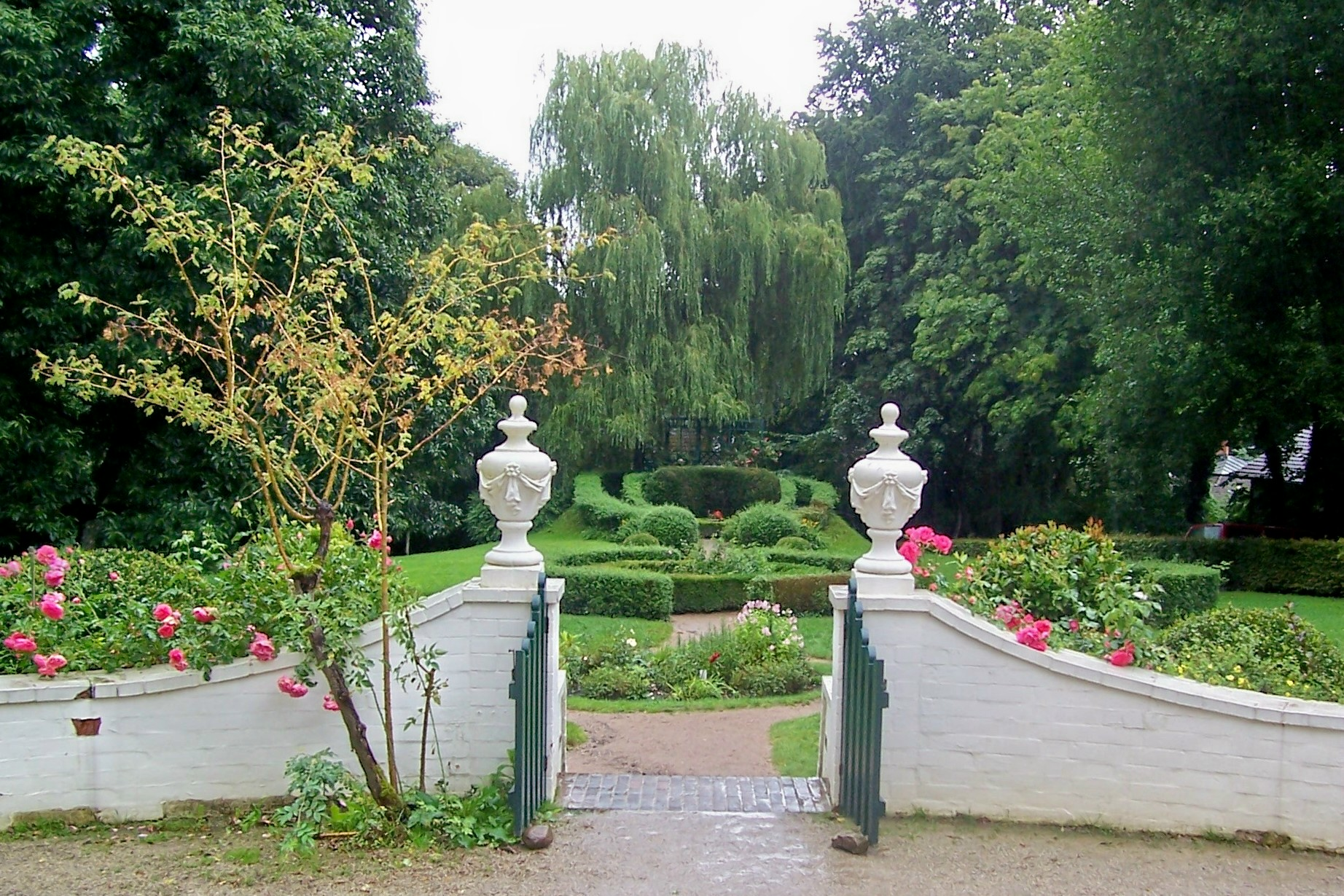
Barkenhoff, Blick in den Garten

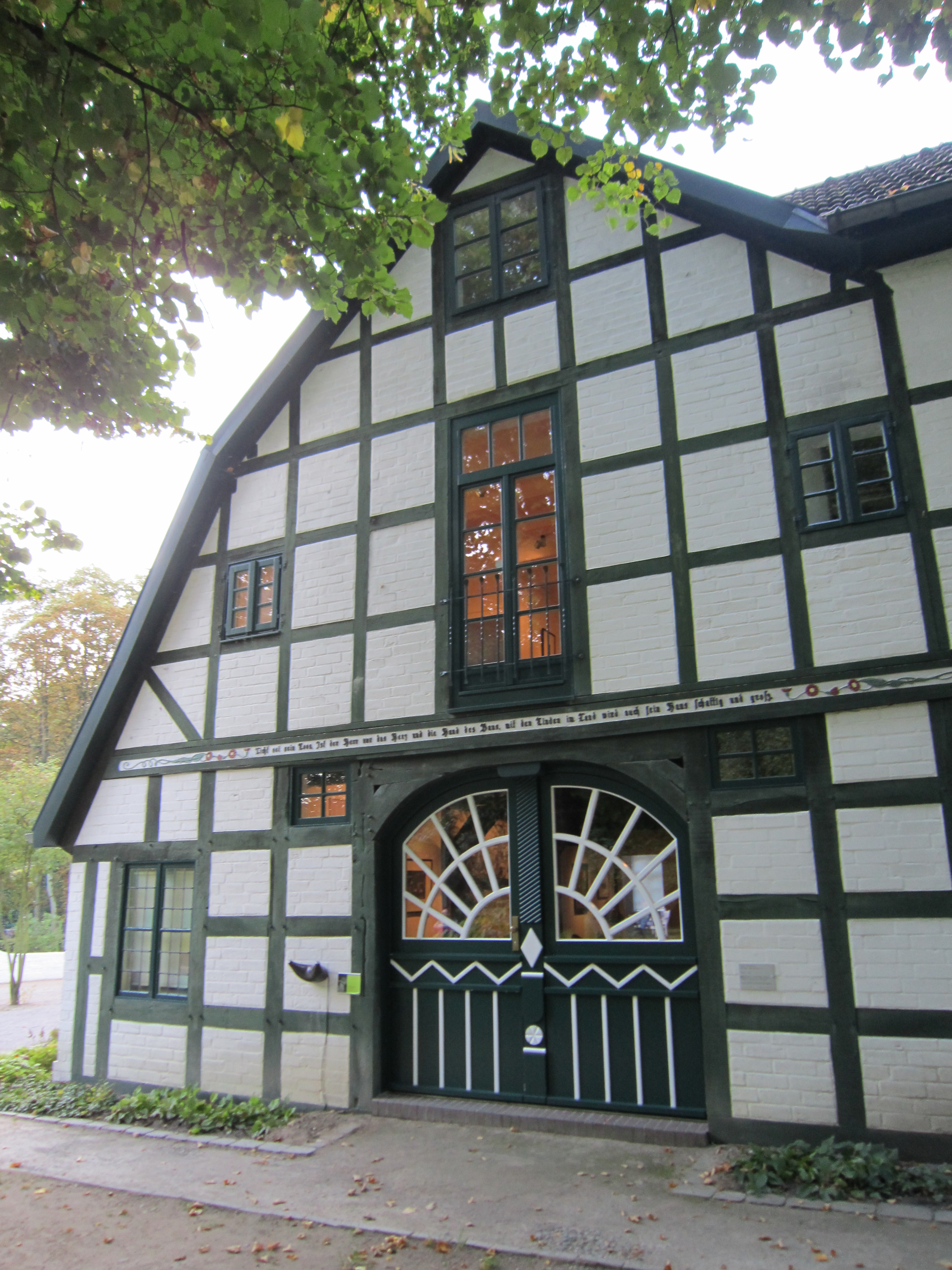
Barkenhoff (Nordseite)

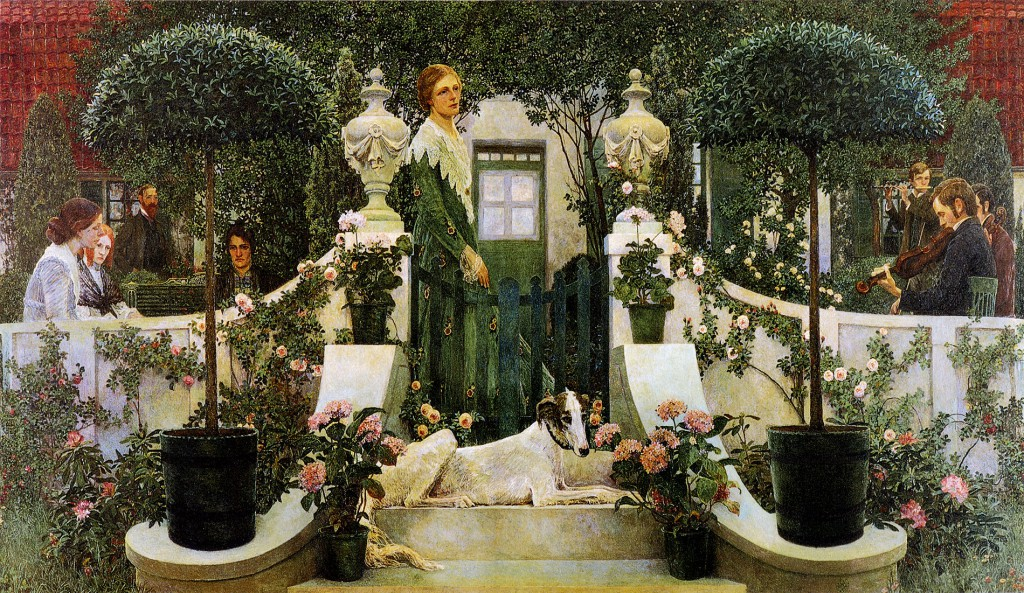
Heinrich Vogeler: Sommerabend (Das Konzert), 1905

Der Barkenhoff (niederdeutsch für Birkenhof) ist ein umgebauter Bauernhof in Worpswede in Niedersachsen, der zum ersten Mittelpunkt der Künstlerkolonie Worpswede wurde und in dem sich heute das Heinrich-Vogeler-Museum befindet.

## Geschichte
Das Bauernhaus wurde um 1835 errichtet. 1894 erwarb es der Künstler Heinrich Vogeler, der es innerhalb weniger Jahre zu einem beeindruckenden Gebäude des Jugendstils umbaute. Über dem Portal auf der Nordseite ist ein Gedicht Rainer Maria Rilkes zu lesen: „Licht sei sein Loos, / ist der Herr nur das Herz und die Hand des Baus, / mit den Linden im Land / wird auch sein Haus schattig und groß.“
Bald wurde der Hof zum Mittelpunkt der Worpsweder Künstlerbewegung und somit der gesamten „Künstlerkolonie Worpswede“. Vogeler malte ihn unter anderem 1905 in seinem Gemälde Sommerabend (Das Konzert). Seine erste Ehefrau Martha Vogeler ist mittig auf der Treppe abgebildet.
Nach dem Ersten Weltkrieg wurde der Barkenhoff 1919 zur Kommune und Arbeitsschule Barkenhoff. Unter den zahlreichen Besuchern des Barkenhoffs war Sonja Marchlewska, seit 1926 zweite Ehefrau von Heinrich Vogeler, Tochter des polnischen Marxisten Julian Marchlewski, der Freund und Mitarbeiter Rosa Luxemburgs und ein Vertrauter Lenins war. Marchlewski war auch Rektor der Kommunistischen Universität der nationalen Minderheiten des Westens in Moskau und Gründer der Internationalen Roten Hilfe. Er überredete Vogeler, den Barkenhoff der Roten Hilfe zu übereignen. Ab 1923 wurde der Barkenhoff als Kinderheim Barkenhoff der neu gegründeten Roten Hilfe Deutschlands (RHD) geführt, bevor das Heim 1932 schließen musste.
1932 wurde der Barkenhoff an den Gartenarchitekten und Anthroposophen Max Karl Schwarz (1895–1963) verkauft, der durch den Lebensreformer Leberecht Migge nach Worpswede kam. Dort gründete er in den Jahren 1932–1936 zusammen mit dem Ingenieur Martin Schmidt (1892–1964) die Gartenbau- und Siedlungsschule Worpswede, an der mit anthroposophisch orientierten Lehrern die biologisch-dynamische Arbeit gelehrt und erforscht wurde. Schwarz gilt als Pionier des biologisch-dynamischen Land- und Gartenbaus, 1954 gestaltete er den Landschaftspark am Goetheanum in Dornach.
In den Folgejahren verfiel der Hof und wurde 1981 der öffentlichen Hand übergeben. In den Jahren 2003/2004 wurde der Hof grundlegend renoviert. Seither dient er als Museum sowie als Raum für Ausstellungen. Bis Ende 2009 dienten die angrenzenden Remisen als Ateliers der Stipendiaten der Barkenhoff-Stiftung. In den ehemaligen Remisen entstanden weitere Ausstellungsflächen und ein neues Foyer.